# Gobierno Regional de Moquegua
El Gobierno Regional de Moquegua es el órgano con personalidad jurídica de derecho público y patrimonio propio, que tiene a su cargo la administración superior del departamento de Moquegua, Perú, y cuya finalidad es el desarrollo social, cultural y económico. Tiene su sede en la capital regional, la ciudad de Moquegua.
Está constituido por el Gobernador Regional y el Consejo regional.

## Gobernador regional
Desde el 1 de enero de 2019 el órgano ejecutivo está conformado por:
- Gobernador Regional: Zenón Cuevas Pare
- Vicegobernador Regional: Jorge Luis Lama Córdova

## Gerencia regional
Desde el 1 de enero de 2019 el órgano administrativo está conformado por:
- Gerencia General Regional: Amador Jeri Muñoz
- Gerencia Regional de Planeamiento, Presupuesto y Acondicionamiento Territorial:
- Gerencia Regional de Infraestructura: Luis Alberto Colque Guerra
- Gerencia Regional de Desarrollo Económico: Francisco Antonio Granados Cuayla
- Gerencia Regional de Desarrollo e Inclusión Social: Tharnelly Glenda Tapia Sosa
- Gerencia Regional de la Recursos Naturales y Gestión del Medio Ambiente: Juan Alberto Paredes Urviola

## Consejo regional
El consejo regional es un órgano de carácter normativo, resolutivo y fiscalizador, dentro del ámbito propio de competencia del Gobierno Regional, encargado de hacer efectiva la participación de la ciudadanía regional y ejercer las atribuciones que la Ley Orgánica de Gobiernos Regionales del Perú respectiva le encomienda.
Está integrado por 9 consejeros elegidos por sufragio universal en votación directa, de cada una de las 3 provincias del departamento. Su periodo es de 4 años en sus cargos. 

### Listado de consejeros regionales[2]
| # | Provincia                      | Provincia             | Partido                                                      | Consejero                     |
| - | ------------------------------ | --------------------- | ------------------------------------------------------------ | ----------------------------- |
| 1 |                                | General Sánchez Cerro | Frente de Integración Regional Moquegua Emprendedora - FIRME | Hugo Mamani Cabana            |
| 1 | Unión por el Perú              | General Sánchez Cerro | Job Samuel Ventura Bautista                                  |                               |
| 1 | Acción Popular                 | General Sánchez Cerro | Artemio Neptalí Flores Ventura                               |                               |
| 2 |                                | Ilo                   | Frente de Integración Regional Moquegua Emprendedora - FIRME | Harly Martín Negrillo Guevara |
| 2 | Unión por el Perú              | Ilo                   | Jesús Alfredo Zapata Villanueva                              |                               |
| 2 | Perú Nación                    | Ilo                   | María del Carmen Koc Zeballos                                |                               |
| 3 |                                | Mariscal Nieto        | Frente de Integración Regional Moquegua Emprendedora - FIRME | Luis Miguel Caya Salazar      |
| 3 | Yovanna Martina Valdez Barrera | Mariscal Nieto        | Frente de Integración Regional Moquegua Emprendedora - FIRME |                               |
| 3 | Unión por el Perú              | Mariscal Nieto        | Víctor Manuel Paredes Rivero                                 |                               |